# Коллинг (велоклуб)
Велосипедный клуб Коллинга (дат. Kolding Bicycle Club, Kolding BC, KBC) — датский любительский велосипедный клуб, расположенный в городе Коллинг. Клуб был основан для объединения любителей велоспорта и предлагает разнообразные возможности для занятий как на уровне любителей, так и для более серьёзных спортсменов.

## История клуба
Клуб был основан 15 октября 1933 года. Клуб представляет собой активное сообщество, которое поддерживает развитие велоспорта среди всех желающих, независимо от уровня подготовки.
В 2019 году клуб был номинирован на датскую велосипедную премию как «Велоклуб года».
Профессиональный велогонщик Каспер Асгрин начал свою велосипедную карьеру в велоклубе Коллинга и до сих пор является его членом.
Велосипедный клуб Коллинга активно участвует в организации различных велосоревнований и мероприятий, включая местные гонки и тренировки на выносливость. Клуб также проводит встречи с профессиональными велогонщиками, где делятся опытом и знаниями о велоспорте.

## Тренировки
Клуб ориентирован на шоссейный велоспорт и предлагает тренировки для различных групп, включая детей и молодежь, женщин и ветеранов. Клуб организует регулярные тренировки в течение всего года, которые начинаются от клубного помещения на Бёгелунд в Коллинге. Участники могут наслаждаться красивыми маршрутами по живописным окрестностям.

### Группы клуба
- Дети и молодежь: Специальные тренировки проходят дважды в неделю с опытными тренерами. Клуб также организует совместные мероприятия и предоставляет финансовую поддержку для участия в соревнованиях.
- Мастера и ветераны: Для более опытных велосипедистов предусмотрены отдельные группы тренировок и соревнований.

## Членство
Клуб насчитывает около 300 членов, представляющих различные возрастные группы от 10 до более 80 лет.
Чтобы стать членом Kolding Bicycle Club, требуется уплатить ежегодный взнос в размере 300 датских крон. Новички могут участвовать в нескольких тренировках перед окончательной регистрацией.
Клуб предлагает своим членам
- Доступ к спортивным и социальным мероприятиям.
- Возможность использования клубных помещений после тренировок для общения с другими участниками.
- Обучающие мероприятия по обслуживанию велосипедов и подготовке к соревнованиям.